# Silvia Meraz Moreno
Silvia Meraz Moreno (Hermosillo, Sonora, 1968) es una asesina serial y líder sectaria mexicana condenada por el asesinato de tres personas entre 2009 y 2010, en Nacozari, Sonora. Los asesinatos se dieron en medio de asesinatos rituales a la Santa Muerte.

## Antecedentes
Silvia Meraz nació en Hermosillo, Sonora; su familia vivía en una zona marginada del municipio de Nacozari de García en Sonora, en condiciones paupérrimas. A los 16 años dio a luz a su primer hijo, Ramón Omar Palacios Meraz. Posteriormente engendraría junto con su primer esposo, Martín Barrón López, a tres hijos más: Iván Martín, Francisca Magdalena y Georgina Guadalupe Barrón Meraz. Tuvo una última hija a los 29 años de edad, llamada Silvia Yahaira, de la cual no se conocen sus apellidos. Para el momento de los asesinatos Silvia mantenía una relación de concubinato con un hombre 5 años menor que ella, Eduardo Sánchez Urrieta, el cual tenía un hijo menor de edad, Martín Ríos Sánchez-Urrieta, producto de una relación previa.

## Crímenes
En algún punto, Meraz Moreno se convenció de que podría conseguir favores económicos si ofrecía sacrificios humanos a la Santa Muerte.

«Silvia Meraz estaba convencida de que ofrecer sacrificios humanos a la Santa Muerte le traería beneficios tanto en lo económico como en la salud y le daría protección a su familia, por eso persuadió al resto de la familia». (Larrinaga Talamantes, José. 2012).

En una declaración del hijo mayor de Silvia, Ramón Omar Palacios, ofrecida a medios locales, este refirió: 

«Mataron a un chamaquito y a una señora, a dos chamaquitos... Sí me había dicho pero me di cuenta ya hasta con el último chamaquito... Mi mamá los mandaba matar según eso, no sé porque según que porque le pide la muerte... Ella y mi hermana chiquita... Que la muerte les pide que los matara en la noche, que en la noche los degollara... Mi mamá y mis hermanas (hablaban con la Santa Muerte).» (Palacios Meraz, Ramón Omar. 2012)

Motivada por estas ideas delirantes convenció a ocho miembros de su familia, entre los que se encontraban cuatro de sus cinco hijos: Ramón Omar, Francisca Magdalena, Georgina Guadalupe y Silvia Yahaira, de tan sólo 15 años de edad, su padre Cipriano Meraz, su concubino Eduardo Sánchez y otra mujer, Zoyla Hada Santacruz Iriqui.

### Primer asesinato
La primera víctima del culto fue una mujer de 55 años llamada Cleotilde Romero Pacheco, quien era amiga de la asesina. Cleotilde Romero no contaba con familiares cercanos, era vecina de la localidad quien se dedicaba a vender paletas de hielo, y fue asesinada por la propia Silvia en diciembre de 2009. Silvia Meraz la llevó engañada a un paraje desolado donde la atacó con un hacha. De acuerdo a la reconstrucción de los hechos Silvia Meraz indicó que le habría dicho que "recogiera un billete de 20 pesos" del suelo, y cuando se agacho la hirió con un hacha a la altura del cuello. Habría "ofrendando" la sangre de la víctima en el monte para así obtener "protección" por parte de la Santa Muerte durante "un tiempo". Luego quemó y enterró el cadáver decapitado cerca de la casa familiar.

### Segundo asesinato
La segunda víctima fue Martín Ríos Chaparro o Sánchez-Urrieta, de 10 años de edad, hijo biológico de Eduardo Sánchez e hijo adoptivo de Silvia Meraz. Fue asesinado en junio de 2010. En la reconstrucción de los hechos Silvia relató que emborrachó al niño, y fue su hija menor, para ese momento de tan solo 13 años de edad, quien apuñaló al menor en 30 ocasiones. Aún con vida lo degollaron y esparcieron su sangre alrededor del altar.

### Tercer asesinato
La última de las víctimas fue Jesús Octavio Martínez Yáñez, otro niño de 10 años de edad, hijo adoptivo de Iván Martín Barrón Meraz, también hijo de Silvia, y por lo tanto su nieto. Fue asesinado en julio de 2010, y fue reportado como desaparecido por su madre y su novio. En este crimen Silvia sostuvo al niño en frente del altar mientras una de sus hijas lo degollaba. De acuerdo a declaraciones de la propia fiscalía, en este crimen tres niños de 5, 2 y 1 año habrían estado inmiscuidos de alguna forma, al menos siendo testigos del homicidio. Según las declaraciones de una de sus hijas mayores y de Zoyla Santacruz, Silvia las tenía "amenazadas" de muerte para que participaran en los crímenes.

## Investigación, detención y condena
Las pesquisas comenzaron una vez se hubo presentado la denuncia por la desaparición de Jesús Martínez. La primera línea de investigación fue que el menor pudo haber sido sustraído por una red de trata, ya que según algunos testigos lo habían visto pidiendo limosna cerca de la frontera con Arizona, pero esta hipótesis se descartó. Después de cerca de 2 años de investigación se logró asociar a la familia de Meraz con este crimen, siendo encontrado el cadáver de Martínez debajo del suelo de la recámara de la hija menor de Silvia Meraz. Los otros dos cuerpos fueron encontrados en una área despoblada de 100 m² que se encuentra en el noreste de la ciudad de Nacozari y es aledaña a la casa de Silvia. Los peritos forenses encontraron a su vez rastros de sangre de las 2 últimas víctimas en un radio de 30 m alrededor del altar dedicado a la Santa Muerte. 
Silvia Meraz y los otros 7 implicados fueron detenidos en marzo de 2012. Meraz fue encarcelada en el Centro de Rehabilitación Social del Estado, donde fue condenada a pasar una pena acumulada de 180 años de prisión, mientras que el resto de los integrantes del culto mayores de edad fueron condenados a 60 años de prisión. Por su parte, la hija menor de 15 años fue puesta a la disposición del Instituto de Aplicación de Medidas a Menores. Según las valoraciones psicológicas efectuadas en la adolescente siendo testigo y partícipe del culto desde temprana edad, las prácticas de este le parecían "normales".